# Kuutsalo
Kuutsalo (tidigare svenska: Kutsalö) är en ö i Finland.   Den ligger i kommunen Kotka i  landskapet Kymmenedalen, i den södra delen av landet, 120 km öster om huvudstaden Helsingfors. Arean är 7,5 kvadratkilometer. Mellan Kuutsalo och tätorten Kotka ligger fjärden Svensksund.
Terrängen på Kuutsalo är mycket platt. Öns högsta punkt är 20 meter över havet. Den sträcker sig 5,7 kilometer i nord-sydlig riktning, och 3,0 kilometer i öst-västlig riktning.
I övrigt finns följande på Kuutsalo:
- Halssinsaari (en ö)